# Kanton Cannes-Centre
Cannes-Centre is een voormalig kanton van het Franse departement Alpes-Maritimes. Het kanton maakte deel uit van het arrondissement Grasse. Het werd opgeheven bij decreet van 24 februari 2014, met uitwerking op 22 maart 2015.

## Gemeenten
Het kanton Cannes-Centre omvatte de volgende gemeente:
- Cannes (deels)